# 서울동일초등학교
서울동일초등학교는 대한민국 서울특별시 노원구 상계동에 있는 공립 초등학교이다.

## 학교 연혁
- 1989년 4월 25일: 서울동일초등학교 개교
- 1990년 2월: 제1회 졸업식(250명 졸업)
- 1999년 12월: 학교경영 우수학교 표창
- 2000년 5월: 병설유치원 개원(2학급)

## 참고 자료
- 서울동일초등학교 - 한국교육학술정보원 학교알리미